# Osiedle Załęże
Osiedle Załęże – osiedle nr XXV miasta Rzeszowa, utworzone na mocy uchwały Rady Miasta z dnia 4 kwietnia 2006. Dnia 28 grudnia 2010 r. liczyło 1899 mieszkańców, a według stanu na dzień 10 maja 2019 r. osiedle zamieszkiwało 2429 osób. Według stanu na 31 października 2019 r. osiedle liczyło 2458 mieszkańców. W znacznej mierze pokrywa się z dawną wsią Załęże.